# Alberto Natusch Busch
Alberto Natusch Busch (Riberalta, 23 maggio 1933 – Santa Cruz de la Sierra, 23 novembre 1994) è stato un politico e militare boliviano.

## Biografia
Alberto Natusch Busch è stato Presidente della Bolivia de facto dal 1º novembre al 16 novembre 1979. Conquistò il potere con un sanguinario colpo di Stato che provocò oltre 100 morti e 30 desaparecidos. Riuscì a contrastare l'insurrezione popolare guidata dal movimento di lavoratori Central Obrera Boliviana (COB) per solo 16 giorni. Dopodiché fu costretto a rassegnare le dimissioni al Congresso. Venne quindi nominata Presidente una donna, Lidia Gueiler Tejada, per la prima volta in Bolivia.
Una volta ritirato dalla vita militare, morì a 61 anni a Santa Cruz de la Sierra.